# Miguel Garcia de Almeida e Cunha
Miguel Garcia de Almeida e Cunha (Taubaté, 1675 — Taubaté, 1699) foi um sertanista paulista.
Foi o terceiro e último filho do capitão Miguel de Almeida e Cunha, morto em  casado em Taubaté com Maria Vieira da Maia, filha de um reinol de Guimarães, o capitão Antônio Vieira da Maia, e sua mulher Maria Cardoso Cabral, da família paulista dos Costa Cabrais. (Volume V - pág. 200 Título Cunhas Gagos - Genealogia Paulistana de Silva Lemes)
Miguel seguiu em 1695 com seu sogro, de Taubaté, para se unir à bandeira de Bartolomeu Bueno de Siqueira que demandava a Casa da Casca, mas se separou e foi ter à serra da Itatiaia, onde se constatara ouro, e, fraldeando-a, conseguiu em 1699 fazer o importante descobrimento do rio do Gualacho do Sul, que a princípio tomou o seu próprio nome. Taques indica que Miguel foi ali morto pelo gentio bravo.
É sem contestação verdade que este bandeirante integrou a expedição de Bartolomeu Bueno de Siqueira ao que hoje é o território de Minas Gerais, usando os roteiros do cunhado deste, Antônio Rodrigues Arzão. Encontraram ouro e remeteram amostras para o Rio de Janeiro. Com a escassez de alimentos, Bartolomeu Bueno dividiu seus homens, deixando alguns sob o comando do capitão Miguel Garcia de Almeida e Cunha a cuidar de plantações de milho, e segue com os demais em direção ao que hoje se chama o rio das Velhas. Miguel Garcia, enquanto aguardava a produção das lavouras, fez incursões, chegando a alcançar o rio Gualacho do Sul, em cujo leito descobriu abundantes pepitas de ouro. Mais tarde, e após desentendimentos com Bartolomeu Bueno, embrenhou-se no Sertão do Guarapiranga, onde, numa emboscada dos botocudos, foi morto.
Segundo Pedro Taques, foi o descobridor de ouro no arraial da Itaberaba, em cuja diligência foi morto pelo gentio. Era genro de Manuel Ortiz de Camargo pois casara com Clara Bueno de Camargo, a qual, enviuvando, casou com o Capitão Francisco Pinto do Rego.
Diz um autor sobre a bandeira de Bartolomeu Bueno de Siqueira: «Com  olhos fitos no roteiro de Arzão, internados nos matos gerais, servindo-lhes de ponto fixo o cocuruto de algumas serras, sairam enfim na da Itaverava, plantaram meio alqueire de milho - mas como a paragem fosse estéril de caça, demandaram a do rio das Velhas, em tanto que a plantação de que pretendiam viver não chegasse a estado de se aproveitar.»